# Man'gyŏngdae-guyŏk
Man'gyŏngdae-guyŏk é uma das 19 regiões administrativas de Pyongyang, capital da Coreia do Norte.